# 阿爾伯特·威廉·赫爾
阿爾伯特·威廉·克里斯蒂安·西奧多·赫爾（英語：Albert William Christian Theodore Herre，1868年9月16日—1962年1月16日）是一名美國魚類學家和地衣學家。

## 生平
赫爾於1868年出生於俄亥俄州托雷多。他畢業於史丹佛大學，1903年獲得植物學理學士學位。赫雷也獲得了史丹佛大學魚類學碩士和博士學位。1962年，他在加利福尼亞州聖塔克魯茲去世。

## 職業生涯
1919年至1928年，赫爾在菲律賓擔任馬尼拉科學局漁業處處長。在菲律賓群島島嶼政府（當時由美國管理）科學局工作期間，赫爾負責發現和描述新的魚類物種。

## 紀念
菲律賓特有的壁虎物種赫氏鱗趾虎（Lepidodactylus herrei）以及魚類物種赫氏中間真條鰍（Mesonoemacheilus herrei）以赫爾的名字命名。